# Batolito Patagónico

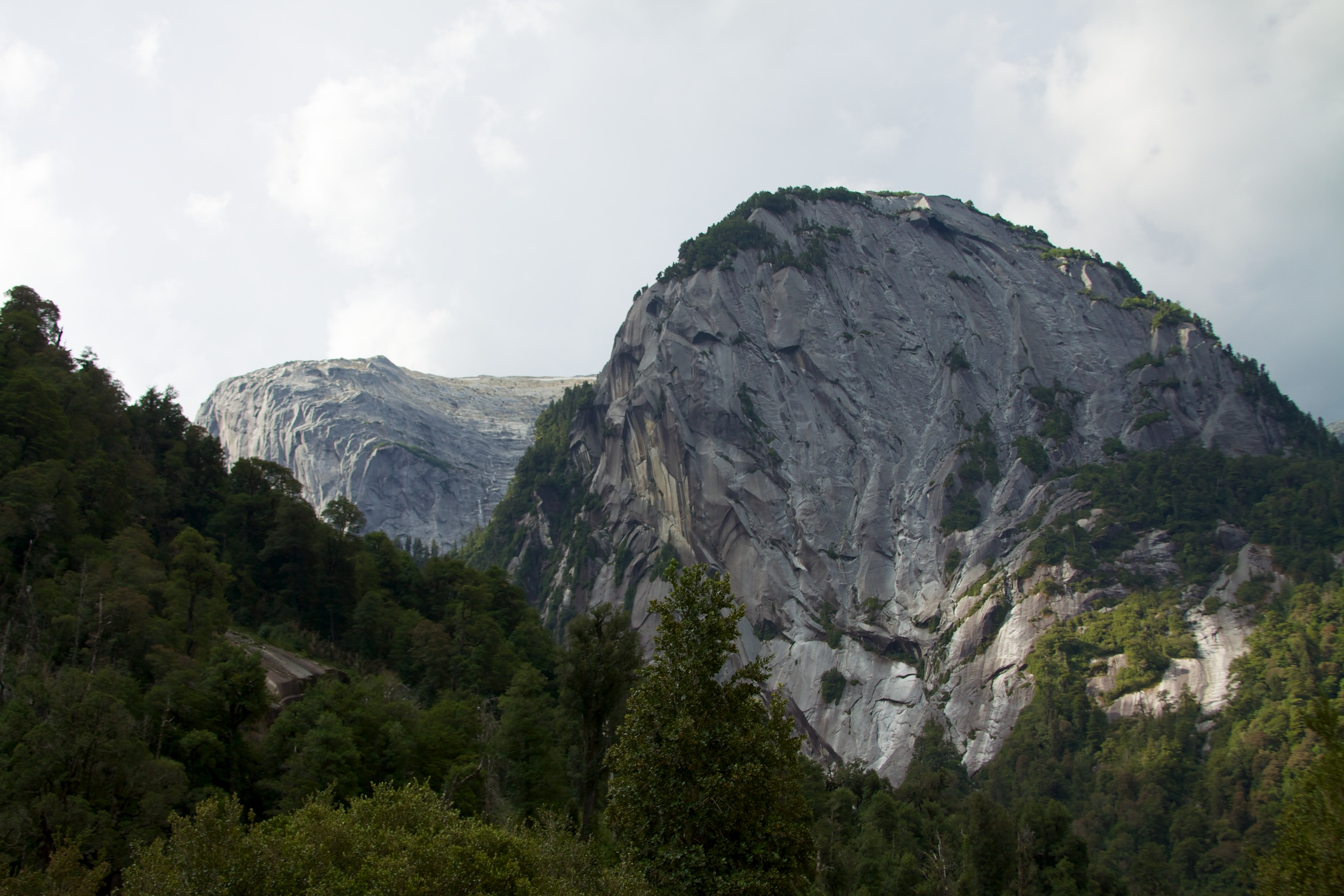
Plutones de granito en el valle de Cochamó, Chile.

El batolito Patagónico es una serie de plutones ígneos en los Andes patagónicos de Argentina y Chile, que constituye una de las principales asociaciones petrotectónicas originadas por subducción del borde pacífico de Sudamérica.
Se extiende aproximadamente entre las latitudes 41° y 56° sur, al oeste de la cuenca Austral de Magallanes.Se presenta como un cordón continuo en dirección norte-sur en casi toda su extensión, cambiando a este-oeste en su parte más austral.
Es una intrusión múltiple con edades radiométricas comprendidas entre los 160 y 12 Ma.En su segmento norte, el borde occidental del batolito corta al complejo metamórfico Chonos, mientras que en su parte oriental intruye al complejo metamórfico andino oriental.
Se divide en tres secciones:
- Batolito Nor-Patagónico (40-41° - 47° S)[4][3] formado en el Mesozoico-Cenozoico, conformado por una colección de plutones individuales formados por granodiorita, tonalita y diorita, entre otras rocas. La mayoría de estos plutones son del Cretácico al Mioceno (135 Ma a 25-15 Ma). También se introdujeron leucogranitos del Mioceno tardío al Plioceno temprano (10 a 5 Ma). Las intrusiones del Terciario se centran en la zona de falla Liquine-Ofqui e incluyen algunos cuerpos de gabro.[6]
- Batolito Sur-Patagónico (47°- 53° S)[3] es un grupo de plutones en la Patagonia sudoccidental. Las rocas del batolito incluyen granito, leucogranito, tonalita, granodiorita, diorita, gabro y diques máficos. Los primeros plutones del batolito se formaron a finales del Jurásico y los magmas probablemente derivaron de la anatexia. Este magmatismo temprano produjo un magmatismo bimodal que formó tanto leucogranito como gabro.[7]
- Batolito Fueguino (53° - 56° S)[3]en el cual se reconocen  rocas plutónicas del Jurásico tardío, Cretácico y Paleógeno, incluyendo leucogranitos, gabros, granodioritas, dioritas y tonalitas.[8]